# Vaksemjaure
Vaksemjaure är en sjö i Arvidsjaurs kommun i Lappland och ingår i Byskeälvens huvudavrinningsområde. Sjön är 5,3 meter djup, har en yta på 3,45 kvadratkilometer och befinner sig 367,9 meter över havet. Sjön avvattnas av vattendraget Vepmemokbäcken.

## Delavrinningsområde
Vaksemjaure ingår i det delavrinningsområde (729340-164132) som SMHI kallar för Utloppet av Vaksemjaure. Medelhöjden är 379 meter över havet och ytan är 15,06 kvadratkilometer. Det finns ett avrinningsområde uppströms, och räknas det in blir den ackumulerade arean 38,19 kvadratkilometer. Vepmemokbäcken som avvattnar avrinningsområdet har biflödesordning 2, vilket innebär att vattnet flödar genom totalt 2 vattendrag innan det når havet efter 167 kilometer. Avrinningsområdet består mestadels av skog (73 procent). Avrinningsområdet har 3,44 kvadratkilometer vattenytor vilket ger det en sjöprocent på 22,8 procent.